# Unión Nacional de Ciegos y Deficientes Visuales (Francia)
La Union Nationale des Aveugles et Déficients Visuels (UNADEV) es una organización francesa creada en 1929 por el poeta Jules Hourcade con el objetivo de ayudar a las personas ciegas y deficientes visuales, y defender sus intereses, en especial, la lucha a favor de la prevención de las enfermedades oculares. 

## Historia
El 16 de noviembre de 1929, el poeta ciego Jules Hourcade creó una asociación llamada Unión de Ciegos en Burdeos,  que cambió de nombre en 1960 para pasar a ser Union des aveugles du Sud-Ouest (Unión de Ciegos del Suroeste, sigla UASO), presidida por Joseph Gradit. Abas asociaciones dieron origen a múltiples iniciativas, incluida la de la integración de personas con discapacidad visual en las fábricas de jabón o en las fábricas de chocolate Tobler. En particular, la asociación construyó en 1977 la primera residencia de ancianos especializada en la acogida de personas con discapacidad visual en Francia, y en la década de 1980 puso en marcha una escuela de perros guía. En 2000, se convirtió en la Unión de Ciegos y Deficientes Visuales, para en 2006 quedar renombrada como Unión Nacional de Ciegos y Deficientes Visuales (UNADEV). Fue reconocida oficialmente en 2007 como asociación asistencial y benéfica, lo que le permite recibir donaciones y legados, y los donantes pueden beneficiarse de las reducciones fiscales previstas en el artículo 200 del código general tributario francés.
En la década de 2010, la asociación lanzó varias campañas de información y de detección temprana de los factores de riesgo como el glaucoma.  Durante 2018, en colaboración con la Sociedad Francesa de Glaucoma (SFG), la Sociedad Francesa de Oftalmología (SFO) y la Asociación Francesa de Glaucoma (AFG) el llamado Autobús del Glaucoma realizó cerca de 18 etapas por toda Francia durante 45 días. 

## Polémicas
En 2014, el Tribunal de Cuentas publicó un informe sobre el uso de los recursos recaudados entre 2008 y 2011.  Este informe iba acompañado de una declaración demoledora.  En un comunicado de prensa, UNADEV se defendió subrayando que no se le acusa de deshonestidad alguna y que no se había constatado ningún desfalco. 
En 2016, varios miembros de la asociación presentaron una denuncia contra la propia organización por “abuso de confianza”, “abuso de activos corporativos”, “prácticas discriminatorias”, “extorsión”, etc.  En 2018, un segundo informe del Tribunal de Cuentas francés indicaba que los gastos realizados por Unadev durante los ejercicios de 2012 a 2016 eran coherentes con los objetivos de las convocatorias.  El presidente de la asociación, nombrado en 2016, fue destituido en febrero de 2018. También el tesorero fue destituido y se nombró un nuevo presidente en junio de 2018. 
En noviembre de 2019, con motivo del 90º aniversario de UNADEV, la asociación puso en marcha la “gira del 90º aniversario”, una experiencia dirigida al público en general para concienciar sobre las dificultades que enfrentan las personas que padecen discapacidad visual. 

## Cifras
- 170 empleados
- 270.000 donantes individuales y corporativos
- El 90% de los recursos proceden del llamamiento público a la generosidad
- 8 centros de UNADEV en la región
- Cada año se gasta casi un millón de euros en investigación médica
- 5 escuelas de perros guía en Francia
- 230.000 horas de asistencia financiadas
- 32.000 exámenes de glaucoma realizados desde 2011, gracias al “Glaucoma Bus” [11]